# Aleksy I Komnen
Aleksy I Komnen (ur. 1048, zm. 15 sierpnia 1118) – cesarz bizantyjski od 4 kwietnia 1081, syn Jana Komnena i Anny Dalasseny.
Pochodził z arystokratycznego rodu Komnenów z Azji Mniejszej, który miał na dworze wpływy już za czasów dynastii Dukasów. Zasiadł na tronie w drodze zamachu stanu dzięki poparciu braci (Izaaka i Adriana) oraz spowinowaconych z nim Dukasów (dzięki zawartemu w 1077 małżeństwu z Ireną Dukainą). Ojciec m.in. Anny Komneny i Jana II Komnena.

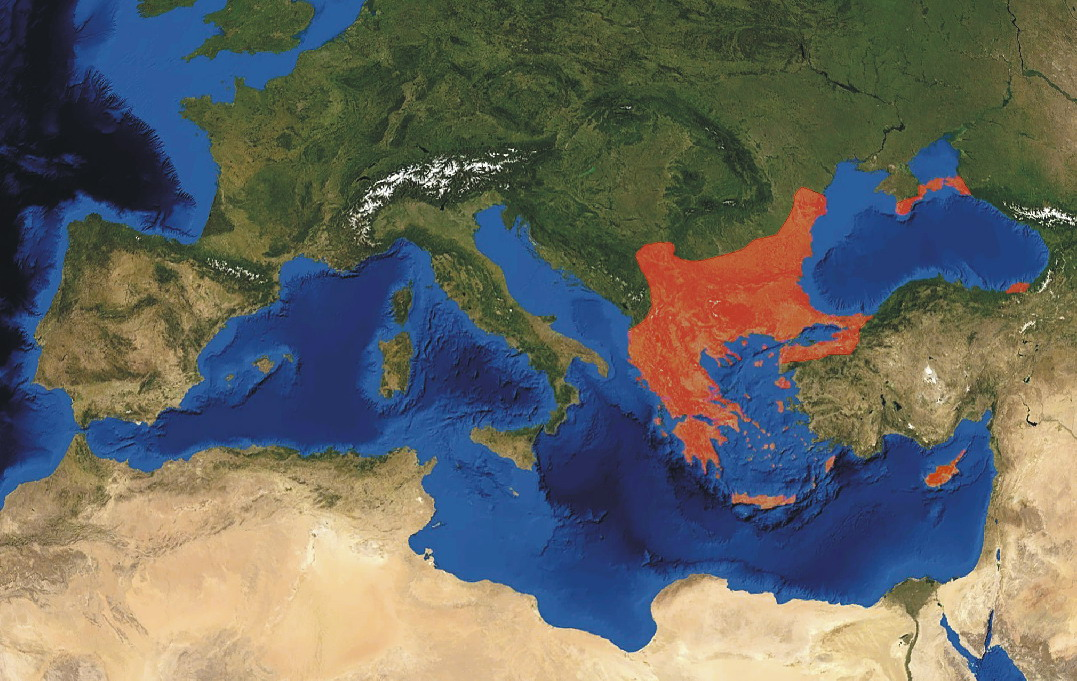
Cesarstwo Bizantyńskie w roku 1081.

W momencie wstąpienia na tron sytuacja Cesarstwa była bardzo poważna – zagrożenie najazdami Połowców i Kumanów od północy (zza Dunaju), Słowian Południowych z północnego zachodu, Normanów z południowej Italii i Turków seldżuckich ze wschodu (którzy w wyniku miażdżącego zwycięstwa w bitwie pod Manzikertem, 19 sierpnia 1071 podbili niemal całą bizantyńską Azję Mniejszą). Słabość Cesarstwa zwiększały również wewnętrzne rozłamy i niepokoje związane z działalnością sekt (manichejczycy, paulicjanie, bogomili) oraz groźną opozycją wewnętrzną (spiski wojskowe i senatorskie).
Aleksy, w pełni świadomy zagrożenia i słabości państwa, zręcznie walczył z wrogami zewnętrznymi i wewnętrznymi przy pomocy środków zarówno militarnych, jak i dyplomatycznych. Zawarłszy układ pokojowy z Turkami (w 1081 r.), skoncentrował swoje szczupłe siły na prowadzonej z wielkim trudem i zmiennym szczęściem walce z Normanami (1081–1085). Podczas bitwy pod Dyrrachion, 18 października 1081 dzięki osobistemu męstwu cudem uniknął śmierci lub niewoli. Mimo grożących niebezpieczeństw, Aleksy, jako doświadczony wódz i odważny żołnierz, osobiście prowadził wiele kampanii.

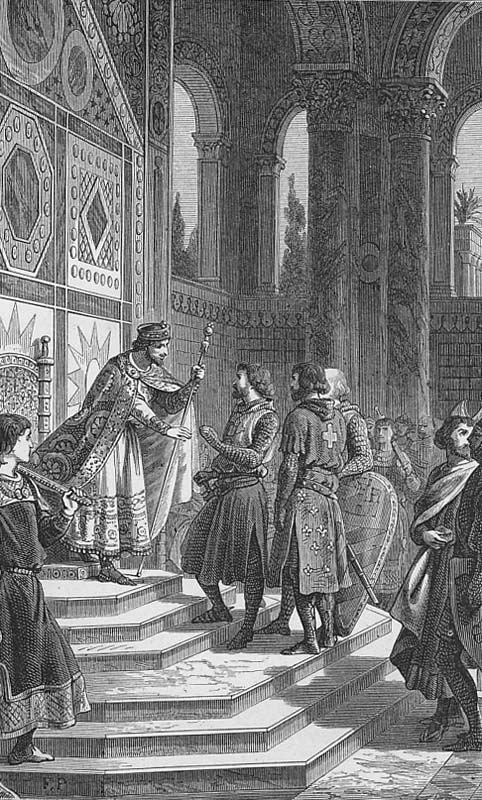
Aleksy I przyjmuje Gotfryda z Bouillon i towarzyszących mu krzyżowców

Po wyparciu Normanów, w latach 1085–1090 bez wyraźnych sukcesów próbował odeprzeć najazdy Połowców i Kumanów (z północy), Serbów (z zachodu) i Turków (ze wschodu). W roku 1086 Cesarstwu Bizantyjskiemu zagrozili sprzymierzeni z Bułgarami Pieczyngowie, którzy w roku 1090 usiłowali zdobyć Konstantynopol. 29 kwietnia 1091 roku u podnóża góry Lebunion w Tracji Aleksy I Komnen zadał Pieczyngom druzgocącą klęskę, usuwając niebezpieczeństwo dalszych najazdów z ich strony. Przywróciwszy chwilowo potęgę Cesarstwa, poprosił Zachód o dostarczenie wojsk zaciężnych, których w Bizancjum brakowało.
Apel został inaczej odebrany – w 1095 papież Urban II wystąpił z projektem krucjaty przeciw Turkom, która miała służyć nie tyle pomocy Cesarstwu, co wyparciu muzułmanów z Ziemi Świętej. W 1096 Aleksy wymusił na krzyżowcach złożenie hołdu lennego i obietnicę, że odebrane ziemie zostaną zwrócone Bizancjum. Sam dostarczył floty na przewiezienie krzyżowców przez Bosfor.

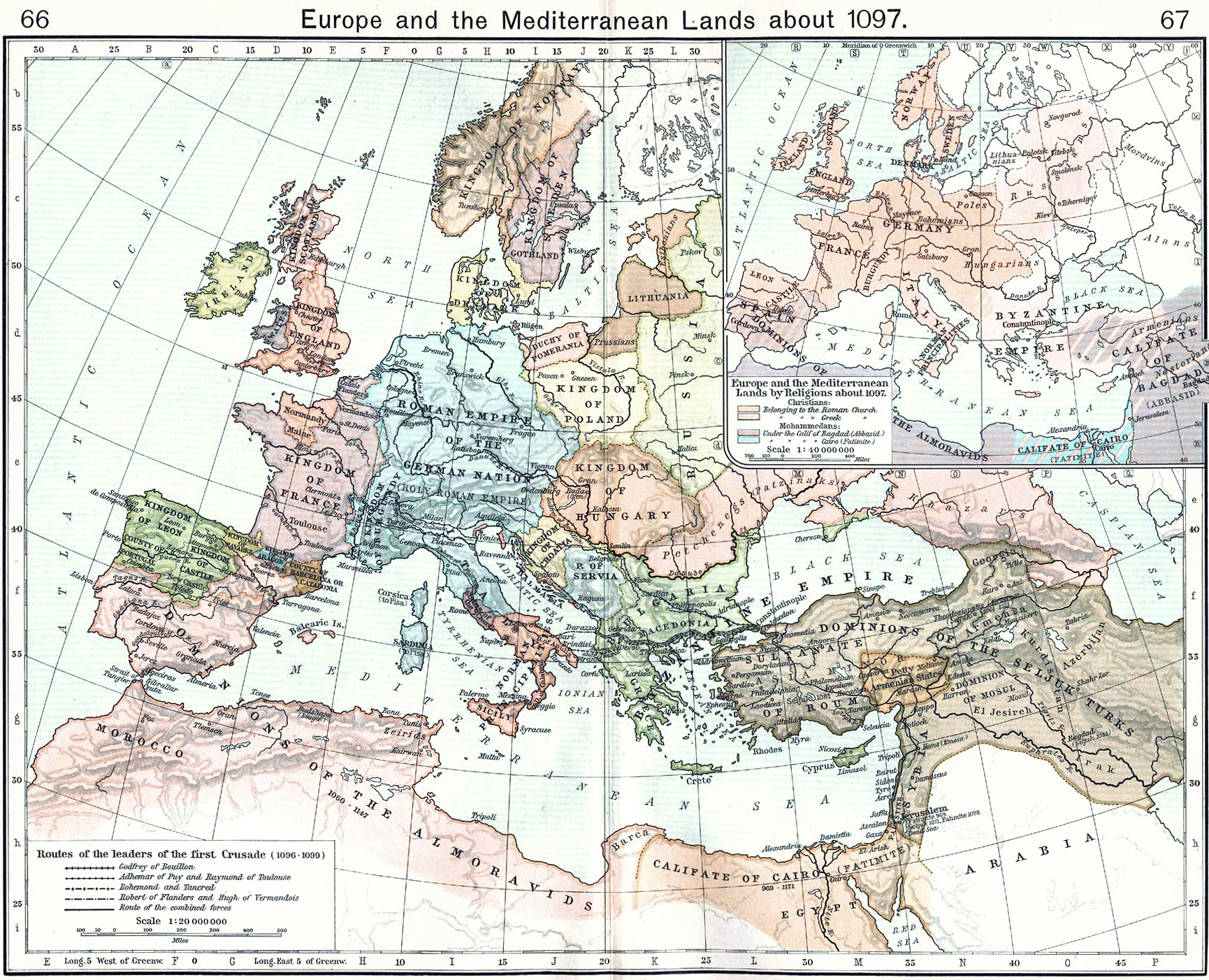
Mapa Europy w dobie Pierwszej Krucjaty

Pod koniec życia Aleksy szczególnie aktywnie dążył do pokojowego ograniczenia wpływów sekt chrześcijańskich (głównie paulicjan i bogomiłów). Powodem mogło być zwłaszcza szybkie rozprzestrzenianie się wyznawców tych odłamów chrześcijaństwa na obszarze cesarstwa w II poł. XI wieku. Zapewne w latach 1101–1104 odbyła się pod jego przewodnictwem debata duchowieństwa bizantyńskiego z bogomiłami. Natomiast w 1114 cesarz spotkał się z paulicjanami i bogomiłami w mieście Filipopol w Tracji. W jego wyniku miało dojść do apostazji kilku tysięcy zwolenników tych sekt, których osadził w nowym mieście niedaleko Filipopola – Aleksjopol (Neokastron). Jednak przynajmniej bogomilizm był już tak mocno zakorzeniony, że nie udało się go poważniej osłabić.

## W kulturze

### Film
Postać Aleksego pojawiła się w rosyjskim filmie z 2000 roku o tytule Rycarskij roman, na podstawie powieści Waltera Scotta Hrabia Robert z Paryża. W adaptacji w rolę cesarza wcielił się Wasilij Łanowoj.